# Dolichoderus debilis
Dolichoderus debilis är en myrart som beskrevs av Carlo Emery 1890. Dolichoderus debilis ingår i släktet Dolichoderus och familjen myror. Inga underarter finns listade i Catalogue of Life.